# 诺基亚6120 Classic
诺基亚 6120 classic（Nokia 6120 classic）是一款诺基亚生产的6系列手机，是原來诺基亚 6120的智能手機版本。
Nokia 6120 classic 是由Nokia所生產作業系統的智慧型手機。這是Nokia首款使用 UMTS/HSDPA 雙頻並帶有四頻GSM 功能的行動電話。
Nokia 6120 Classic外觀採諾基亞經典直立造型，共有黑、白、粉紅等三色，6120c 是繼 6110 Navigator 之後，第二款支援HSDPA的6系列手機。

## Nokia 6120 ci
Nokia 6120 ci為諾基亞與中國大陸電信業者中國聯通推出的客製化行動電話。由於在中國大陸銷售的Nokia 6120 classic並不支援UMTS，在中國聯通獲得WCDMA的3G牌照后，與諾基亞推出了支援UMTS的Nokia 6120 ci行動電話。

## Nokia 6121 classic
Nokia 6121 classic是首支使用UMTS900頻率上市的行動電話，共有黑、藍、白、金、粉紅等五色；與Nokia 6120 classic相比，幾乎相同。僅在支援3G的 WCDMA頻段不同。
Nokia 6121 classic在亞太區澳洲與紐西蘭等地區上市。

## Nokia 6122 classic
Nokia 6122 classic為諾基亞與中國大陸電信業者中國移動推出的客製化行動電話。其僅支援GSM而並不支援UMTS。

## Nokia 6124 classic
Nokia 6124 classic為諾基亞與歐洲電信業者Vodafone推出的客製化行動電話。
6124c可以說是Vodafone版本的6120c，主打上網應用和完整支援 Vodafone 提供之加值服務與專屬功能鍵，形狀與6120c相比較為圓潤。
在台灣，Nokia 6124 classic為諾基亞推出的首款i-mode行動電話，支援台灣電信業者遠傳電信「i-mode」的手機加值服務。

## 外部連結
- 諾基亞官方網站─6120 Classic（页面存档备份，存于）